# Fagana
Die Fagana sind ein altes bayerisches Ur- und Hochadelsgeschlecht. Sie werden in der Lex Baiuvariorum, in der das alte Volksrecht des baierischen Stammesherzogtums ab 635 zusammengefasst wurde, neben den Trozza, Huosi, Hahilinga, Anniona und dem Herzogsgeschlecht der Agilolfinger ausdrücklich genannt und waren damit eines der sechs bayerischen Urgeschlechter.  In der Lex Baiuvariorum heißt es dazu im Kap. III, De genealogiis et eorem conpositione (III. Über die Geschlechter und ihre Buße): „Isti sunt quasi primi post Agilolvingas, qui sunt de genere ducali. Illis enim duplum honorem concedimus, et sic duplam conpositionem accipiant“ („Diese sind sozusagen die ersten nach den Agilolfingern, die von herzoglichem Geschlecht sind. Ihnen gewähren wir doppelte Ehre, und deshalb sollen sie doppeltes Bußgeld erhalten.“) Das Stammland der Fagana war die Gegend zwischen Isar und Inn und zwischen Mangfall und dem Unterlauf der Amper. Zu ihrem Gebiet gehörten auch der Erdinggau und der Isengau.

## Geschichte
Unter Herzog Odilo tritt in der ersten vorhandenen Freisinger Traditionsnotiz von 744 als erster Zeuge einer Schenkung und in seiner Funktion als judex der Fagan Anulo auf, in der Zeugenreihe folgt der Fagan Regino, ebenfalls judex und später noch der Fagan Wurmhart. In der zweiten Freisinger Traditionsnotiz von 748 unterzeichnet der Fagan Wetti an zweiter Stelle. Ebenso wird in der dritten Freisinger Traditionsnotiz, welche eine Bestätigung der Schenkungen Odilos durch Tassilo III. enthält, neben Huosinamen der Fagan Re(a)gino genannt.
Die Fagana erscheinen wieder im Jahre 750 in einer Freisinger Traditionsnotiz. Am 3. Juli 750 schenkt der erst neunjährige Tassilo III. als dux den locus Erching unter dem Bischof Joseph von Verona an die Domkirche Freising. Auch dieser Freisinger Bischof wird als Fagan bezeichnet. Als Schenker treten zwei Familien auf, nämlich die Feringa (für diese tritt ein Alfrid auf) und die Fagana, repräsentiert durch Re(a)gino, Anulo, Wetti, Wurmhart et cuncti participes eorum (= alle anderen Teilnehmer beider Seiten). Ausstellungsort war der agilolfische Herzogshof in Niederding. Anulo und Regino amtierten bereits unter Odilo als herzogliche Richter in castrum Freising. Dieser Regino könnte das Sippenoberhaupt gewesen sein, der 760 mit dem für einen Graf ungewöhnlichen Titel praeses versehen wird (die Bezeichnung praeses und dux ist sonst nur bei den Churrätischen Viktoriden üblich). Der Fagan Wetti, Sohn des Anulo, tradiert seinen väterlichen Erbbesitz in der villa Rudlfing 759/60 an die Freisinger Marienkirche. Schreiber der Urkunde ist Oadalker, ein Bruder des Wetti; beide schenken 772 Besitz zu Kienberg an das Huosikloster Schlehdorf. Ein gleichnamiger Enkel dieses Wetti ist zwischen 883 und 926/37 als comes in der Gegend nördlich der unteren Amper bezeugt, auch sein Bruder Kepolf trägt 853 den Grafentitel. Der Name Regino tritt ab den 780er Jahren bis 864 relativ häufig auf: Regino und seine (Huosi-)Frau Oaspirin schenken beispielsweise um 783 ihren Besitz in Hohenkammer, ebenso treten Regino und sein Sohn Liuto nach 792 als Schenker auf. Sie erscheinen dabei zumeist in engem und auch verwandtschaftlichem Kontakt zu den Huosiern.
Der älteste uns bekannte Gaugraf der Fagana ist der an der Isen begüterte Graf Job (Jakob, um 790 bis 820). Die Studien Fastlingers über die Fagana zeigen, dass der Isengau als Hauptgau faganischer Besitzungen anzusehen ist und dass besonders das obere Isental eine Anziehungskraft auf diese Sippe ausübte. Dass sich bei der Besiedelung Bayerns viele Familien in und um Isen niederließen, geht aus den auf -ing endenden Ortsnamen wie z. B. Pemmering, Penzing, Schnaupping usw. hervor. Die Endung „ing“ wurde den Namen der bayerischen Ursiedlungen angehängt.
Der Name Fagana stellt einen charakterisierenden Beinamen dar, der seit den Brüdern Grimm mit die Frohen oder die Fröhlichen übersetzt wird.

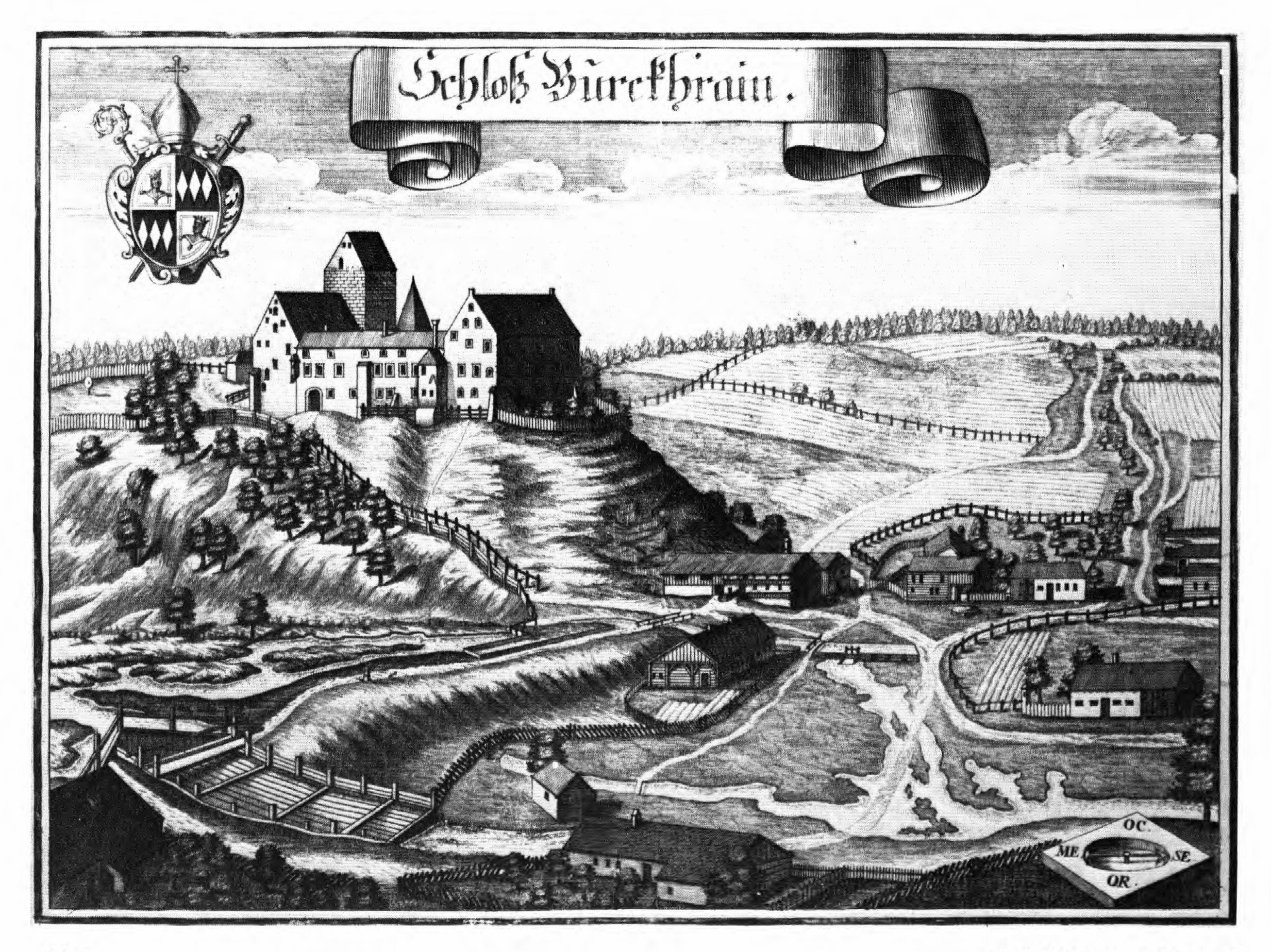
Burgrain als Kupferstich von Michael Wening in Topographia Bavariae um 1700

Einer der Hauptorte der Fagana war die Herrschaft Burgrain. Atto der Kienberger, Bischof von Freising, erwarb im Tausch Burgrain von dem Fagan Riphwin im Jahre 808, die Bestätigung des Tausches erfolgte durch Karl den Großen am 4. Mai 811. Der Ort Vagen (fagana locus um 948) am Fluss Mangfall, der bis in das 10. Jahrhundert Fagana (später Fagen bzw. Vagen) genannt wurde, wird dem Adelsgeschlecht der Fagana zugeschrieben. Die davon abgeleiteten Herren von Vagen sind bis in das 13. Jahrhundert bezeugt. Die Behauptung, Vagen sei ein Hauptort der Fagana gewesen, wird von der neueren historischen Forschung abgelehnt, auch eine Ableitung des Namens von Einfang (= Rodungsland) wird erwogen.
Abschließend ist festzustellen, dass die Faganasippe bis in das 10. Jahrhundert wichtige politische Rollen als comites und advocati spielten.

## Trivia
Die Fagana sind in einem historischen Roman von einer Erdinger Autorin literarisch verarbeitet worden.